# Хута (Клуж)
Хута (рум. Huta) насеље је у Румунији у округу Клуж у општини Киујешти. Oпштина се налази на надморској висини од 509 m.

## Становништво
Према подацима из 2002. године у насељу је живело 144 становника, од којих су сви румунске националности.